# 神山町
神山町（かみやまちょう）は、徳島県の中部にある町。吉野川の南側に並行して流れる鮎喰川上流域に位置する。

## 概要
徳島県のほぼ中央に位置しており、上一宮大粟神社に祀る大宜都比売命によって早くから開かれたという伝説がある。この地域は大粟谷と呼ばれていたが、その開耕地は神領として耕作され、未開の山地は「神山」と呼ばれていたことから神山町と命名された。
町内には卑弥呼伝説も残され、標高700メートルの山上にある高根山悲願寺はその宮殿跡であるとする伝承がある。
鮎喰川添いの渓谷は徳島県立神山森林公園として整備されている。また、日本一のすだちの産地、四国地方一の梅の産地としても知られており、町内には徳島県下最大規模の梅園である阿川梅の里がある。

## 自然

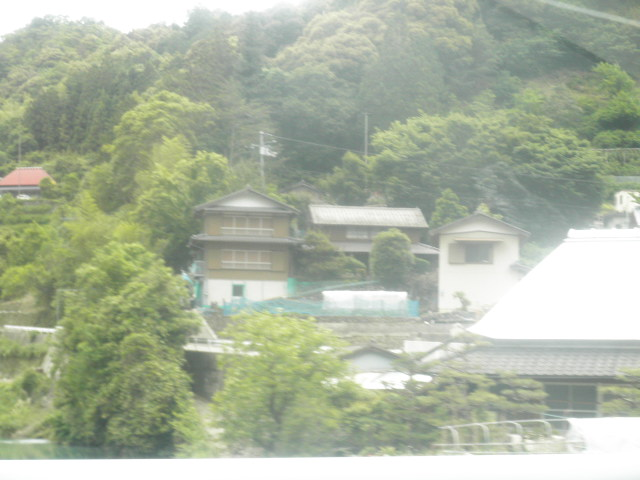
神山町の集落の一部
（神山町鬼籠野字喜来）

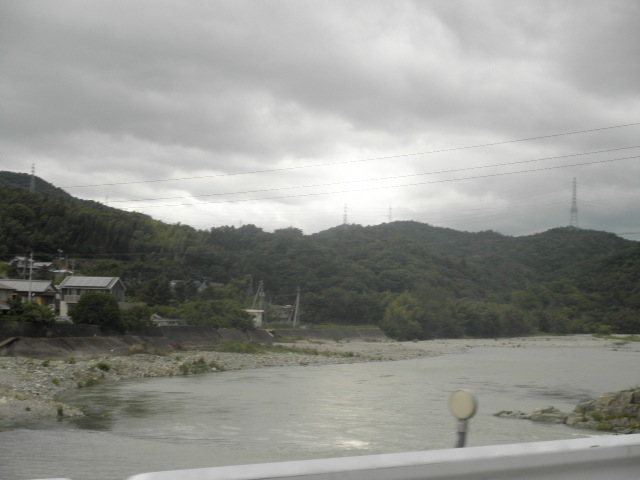
鮎地喰川
（神山町阿野字南行者野）

### 地理
四国山脈の東部に位置し、全面積の約83%が山地でありその中央を鮎喰川が蛇行して流れ、それに鬼籠野川、神通谷川、北谷川などの谷川が流れ込み美しい渓谷美を作っている。
- 山：東竜王山、西竜王山、雲早山、東宮山、焼山寺山、二秀峯、高根山、大粟山、砥石権現
- 川：鮎喰川、鬼籠野谷川、広石谷川、上角谷川、野間谷川、高根谷川、左右山谷川、喜来谷川、神通谷川

### 気候
年平均気温は14℃前後、年間降水量は2,100㎜前後。季節によって寒暖の差が大きい。地区によるが冬には数センチメートルの積雪がある。

### 植生
植林された杉、檜が多いほか、「日本一のシダレザクラの名所にする」ことを目的に神山町発祥のカミヤマシダレザクラが国道と県道沿いに多く植樹されており、「ゆうかの里」などが観光名所となっている。またミツバツツジやシャクナゲなどの自然植生群落も見られる。町南西部の柴小屋自然林や雲早山頂上付近に広がるブナ、カエデ類の高木、ヒメシャラなどの自然林は清流鮎喰川の水源となっている。

## 歴史

神山町章
（1965年11月20日制定）

神領地区に日本神話に登場する穀類の祖神、大冝都比売命（おおげつひめのみこと）を主祭神とする上一宮大粟神社があることから、古くから先人たちがこの地に集い、粟などの穀物を生産し、生活が営まれていたとされる。古来、阿波の語源ともいわれる「粟生の里」と呼ばれ、人々の交流拠点として栄えた。
江戸時代から明治時代にかけ、農民の娯楽として阿波人形浄瑠璃が盛んに上演され、その舞台を飾った襖絵は1,400点ほど現存している。

### 沿革
- 1955年（昭和30年）3月31日 - 阿野村、鬼籠野村、上分上山村、下分上山村、神領村が合併して発足。
- 1965年（昭和40年）11月20日 - 町章を制定[3]。
- 1975年（昭和60年）5月1日 - 町民憲章を制定。

## 行政・議会

### 町役場
- 神山町役場（所在地:神領字本野間100番地）

### 町長
| 代位 | 町長氏名 | 任期                      | 任期                      | 肩書き              | 所属政党 | 備考          |
| 代位 | 町長氏名 | 就任年月日                | 退任年月日                | 肩書き              | 所属政党 | 備考          |
| ---- | -------- | ------------------------- | ------------------------- | ------------------- | -------- | ------------- |
|      | 高橋宏輔 | 1995年（平成7年）4月30日  | 1999年（平成11年）4月29日 |                     | 無所属   |               |
|      | 高橋宏輔 | 1999年（平成11年）4月30日 | 2003年（平成15年）4月29日 |                     | 無所属   |               |
|      | 後藤正和 | 2003年（平成15年）4月30日 | 2007年（平成19年）4月29日 |                     | 無所属   | 無投票（1期） |
|      | 後藤正和 | 2007年（平成19年）4月30日 | 2011年（平成23年）4月29日 | 無投票（2期）       | 無所属   |               |
|      | 後藤正和 | 2011年（平成23年）4月30日 | 2015年（平成27年）4月29日 | 投票率79.01%（3期） | 無所属   |               |
|      | 後藤正和 | 2015年（平成27年）4月30日 | 2019年（平成31年）4月29日 | 無投票（4期）       | 無所属   |               |
|      | 後藤正和 | 2019年（平成31年）4月30日 | 2023年（令和5年）4月29日  | 投票率71.83%（5期） | 無所属   |               |
|      | 河野雅俊 | 2023年（令和5年）4月30日  | 2027年（令和9年）4月29日  |                     | 無所属   |               |

### 衆議院
- 選挙区：徳島1区（徳島市、小松島市、阿南市、勝浦郡、名東郡、名西郡、那賀郡、海部郡）
- 任期：2021年10月31日 - 2025年10月30日
- 当日有権者数：362,130人
- 投票率：55.93％

| 当落 | 候補者名   | 年齢 | 所属党派     | 新旧別 | 得票数   | 重複 |
| ---- | ---------- | ---- | ------------ | ------ | -------- | ---- |
| 当   | 仁木博文   | 55   | 無所属       | 元     | 99,474票 |      |
| 比当 | 後藤田正純 | 52   | 自由民主党   | 前     | 77,398票 | ○    |
| 比当 | 吉田知代   | 46   | 日本維新の会 | 新     | 20,065票 | ○    |
|      | 佐藤行俊   | 73   | 無所属       | 新     | 1,808票  |      |

## 施策

### アドプト・プログラム
沿道の住民が区間を決めて道路の清掃に取り組むこと。アメリカ合衆国の事例を参考に1998年に神山町が日本で最初に導入した。

### 神山アーティスト・イン・レジデンス
国際文化村構想の機軸となる活動の一つ。1992年発足した神山町国際交流協会の活動から派生して、1999年にスタート。国内外から芸術家を招聘し、創作活動を支援するAIR事業。神山での創作活動が招聘作家の今後の活動に好影響を及ぼすとともに、地域住民が事業を通じて新しい発見、新しい価値観、新しい交流を享受できることを目的とする。

### 光ファイバー網
2011年の地上デジタル放送移行を前に、2004年、神山町と佐那河内村が連携して、山間部の情報格差、難視聴対策としてケーブルテレビ兼用の光ファイバー網を整備。町が希望する全戸に回線を引き込んだ。

### 神山バレー・サテライトオフィス・コンプレックス
地域発の先進的なサービスを生み出すことを目的とした共同仕事場。神山町は光ファイバーを用いた高速通信網を整備していることから、都市部以上の通信環境があり、都市部に本社を置くIT企業や自治体、大学などがサテライトオフィスを設置している。ここで仕事をしながら一時滞在できる拠点として宿泊施設 WEEK神山が2015年7月にオープンした。

## 人口
| |                                        |  |
| 神山町と全国の年齢別人口分布（2005年） | 神山町の年齢・男女別人口分布（2005年） |  |
| ■紫色 ― 神山町 ■緑色 ― 日本全国 | ■青色 ― 男性 ■赤色 ― 女性              |  |
| 神山町（に相当する地域）の人口の推移 \| 1970年（昭和45年） \| 13,588人 \| \| \| 1975年（昭和50年） \| 11,907人 \| \| \| 1980年（昭和55年） \| 11,156人 \| \| \| 1985年（昭和60年） \| 10,542人 \| \| \| 1990年（平成2年） \| 9,468人 \| \| \| 1995年（平成7年） \| 8,614人 \| \| \| 2000年（平成12年） \| 7,798人 \| \| \| 2005年（平成17年） \| 6,924人 \| \| \| 2010年（平成22年） \| 6,038人 \| \| \| 2015年（平成27年） \| 5,300人 \| \| \| 2020年（令和2年） \| 4,647人 \| \| |                                        |  |
| 総務省統計局 国勢調査より |                                        |  |
| 1970年（昭和45年） | 13,588人                               |  |
| 1975年（昭和50年） | 11,907人                               |  |
| 1980年（昭和55年） | 11,156人                               |  |
| 1985年（昭和60年） | 10,542人                               |  |
| 1990年（平成2年） | 9,468人                                |  |
| 1995年（平成7年） | 8,614人                                |  |
| 2000年（平成12年） | 7,798人                                |  |
| 2005年（平成17年） | 6,924人                                |  |
| 2010年（平成22年） | 6,038人                                |  |
| 2015年（平成27年） | 5,300人                                |  |
| 2020年（令和2年） | 4,647人                                |  |

## 経済
1997年、徳島県は神山町に「国際文化村」を設ける構想を発表。文化村構想は実現しなかったが、町内の実業家らにより、1999年より芸術家を招聘する「神山アーティスト・イン・レジデンス（KAIR）」事業を開始した。国際文化村委員会は2004年にNPO法人グリーンバレーに名を改め、町から受託した移住支援事業や、緊急人材育成支援事業などを行う。2011年の地上デジタル放送移行を前に、2004年に神山町・佐那河内村が連携して、山間部の情報格差、難視聴対策としてケーブルテレビ兼用の光ファイバー網を整備したこともあり、2010年10月に、クラウド名刺管理サービスのベンチャー企業Sansanが同町で初めて古民家をオフィスとしたのをはじめ、IT企業のサテライトオフィスの進出が相次ぐ。それに伴ってビストロや弁当屋など、新規の第3次産業も生まれた。このことから2011年には、神山町が誕生した1955年以来初めて社会動態人口が増加に転じた。以降、まちづくりの取り組みに対し全国から注目が集まっており、2019年にはSansan社長らが町内で私立高等専門学校の開学を2023年にめざす計画を発表。2023年4月に私立の「神山まるごと高等専門学校」が開学することとなった。
2015年に49歳以下の若手町職員および住民等約30名からなるワーキンググループの協働を通じて創生戦略を策定。同年12月25日に神山町の創生戦略・人口ビジョン「まちを将来世代につなぐプロジェクト」を公開した。民間に一般社団法人の地域公社を、役場内に課長級の戦略会議体を立ち上げる方針を策定し、この両輪を回しながら、連続的で、拡張性があり、継続性の高い施策群の推進を目指す。2016年4月に創生戦略を実行する一般社団法人神山つなぐ公社設立。また、同じタイミングで同創生戦略から生まれた「Food Hub Project Inc. 株式会社フードハブ・プロジェクト」を、町役場、一般社団法人神山つなぐ公社、モノサスが共同設立した。2021年11月24日、デジタル田園都市国家構想を担当する若宮健嗣内閣府特命担当大臣が神山町を訪れ、サテライトオフィスを視察。若宮は報道陣に対し、「デジタル化を進めて地域活性化を目指す国の構想を進める中で、この場所（神山町）は非常に可能性がある」と語った。

### 農業・特産物
- すだち

果実の生産が盛んであり、スダチは徳島県内の生産量の24%を占め日本一である。
- 日扇（ヒオウギ、アヤメ科）

京都の祇園祭や大阪の天神祭の際に軒先などに飾るヒオウギの大半は神山町で生産される。。葉の並びが扇に似ていることから、祇園祭では疫病を避ける縁起物、お祓いとして珍重され、山鉾界隈では祇園祭期間中に店先や玄関などの人目につくところに飾られる風習がある。ヒオウギがつける黒くツヤのある実はカラスを連想させるとして烏羽玉（うばたま）と呼ばれる。

## 観光

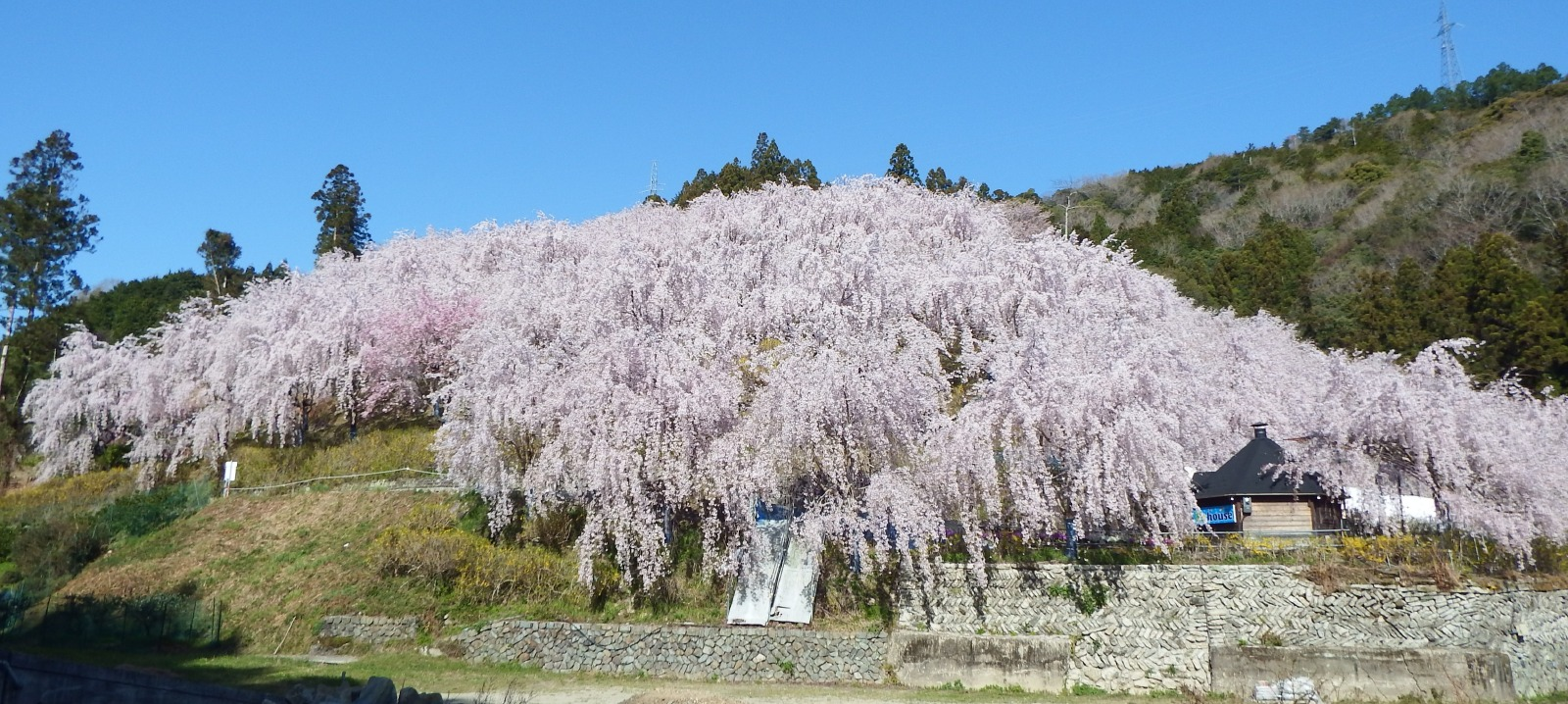
ゆうかの里

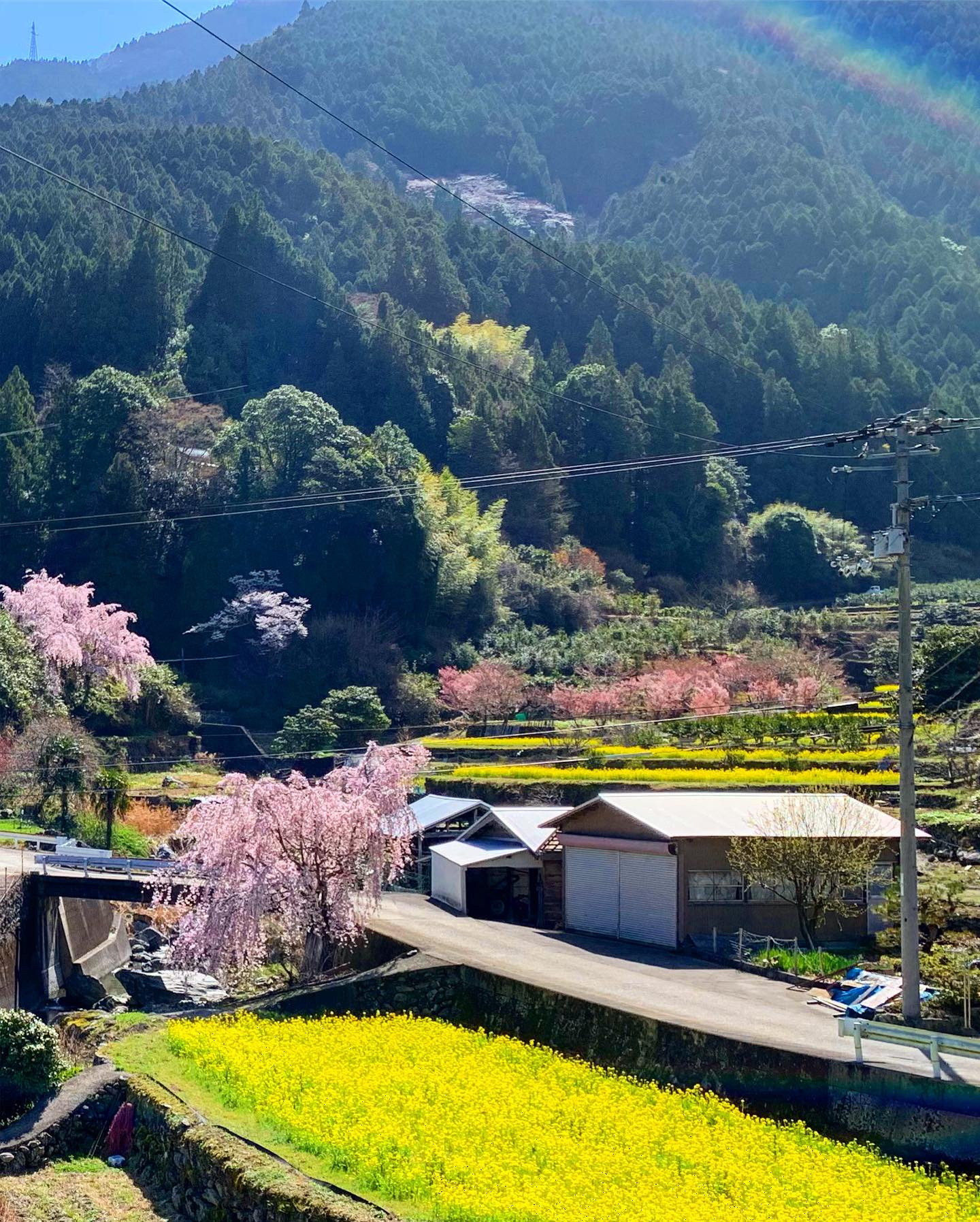
江田の菜の花まつり

### 公共施設
- 徳島県動物愛護管理センター

### 公園
- 徳島県立神山森林公園（イルローザの森）
- 農村ふれあい公園

### 名所
- 雨乞の滝（日本の滝百選）
- 神通滝
- 上臈ヶ滝
- 出会い滝
- 神山温泉
- 道の駅温泉の里神山
- 粟飯原家住宅
- 寄井商店街
- ゆうかの里
- 小野さくら野舞台

### 社寺・史跡
- 焼山寺 （四国八十八ヶ所12番札所）
- 悲願寺

- 神光寺
- 真光寺（阿波北方二十四輩霊場2番札所）
- 明王寺
- 神宮寺
- 妙法寺（新四国曼荼羅霊場72番札所）

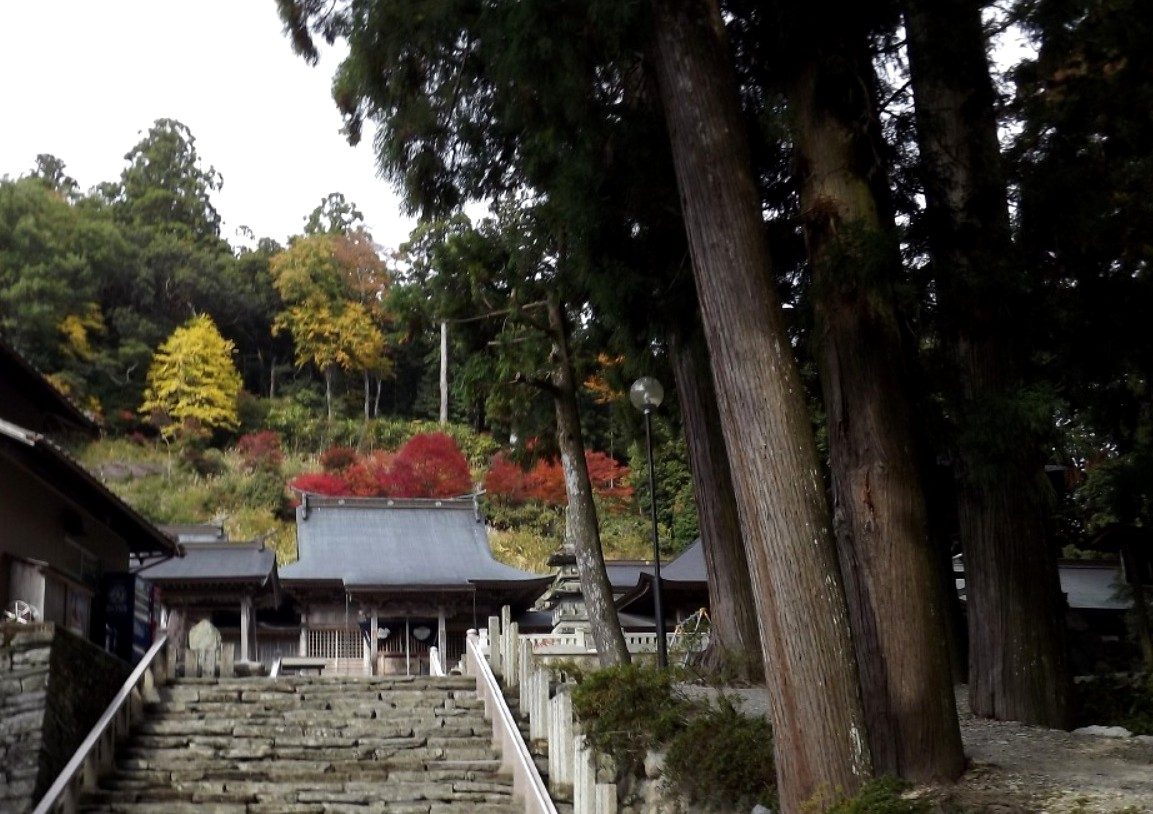
四国八十八ヶ所　焼山寺

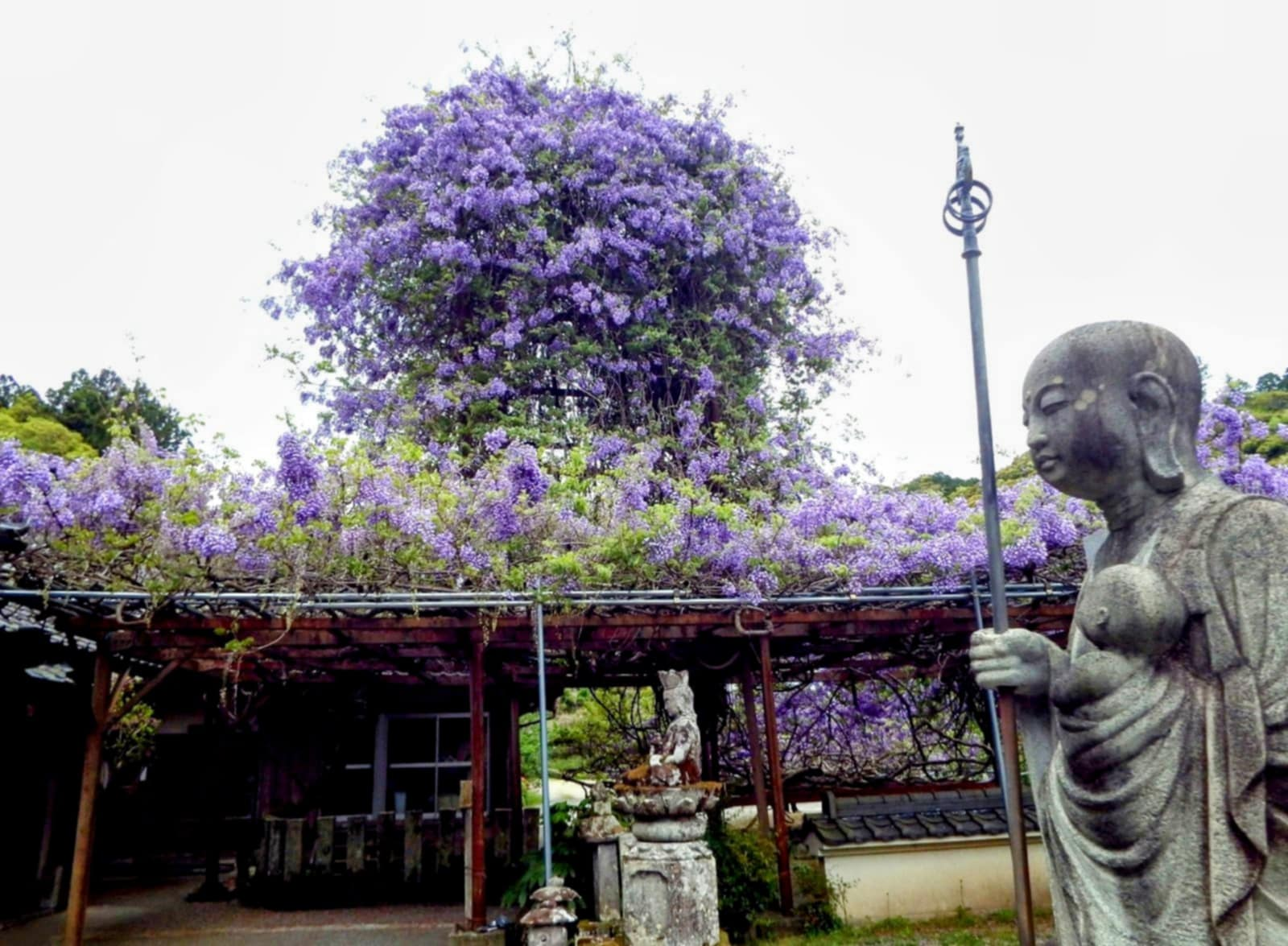
神光寺　のぼり藤

- 上一宮大粟神社（新四国曼荼羅霊場73番札所）
- 鬼籠野神社
- 天岩戸立岩神社
- 船盡神社
- 宇佐八幡神社（辰の宮の大クス）
- 二ノ宮八幡神社
- 左手宮八幡神社
- 十二社神社
- 正八幡神社
- 稲飯神社

### キャンプ場・ロッジ
- 岳人の森
- コットンフィールド
- 軽井沢レジャーランド

### 催事
- 江田の菜の花まつり
- 神山温泉まつり
- 神山森林公園 紅葉まつり
- 大久保いちょうまつり
- 鬼籠野 灯りのオブジェ
- 阿川梅の里 梅まつり
- 4K徳島映画祭
- 阿波踊り

町内唯一の連「桜花連」が、町内約20箇所で通りを踊りながら進む「流し踊り」をしたり、駐車場やあき地で踊りを披露したりする。

## 出身者
- 阿部雅信（実業家、競走馬馬主）
- 上野優華（歌手、女優）
- 佐々木裕司（ラグビーレフリー）
- 谷知子（国文学者、フェリス女学院大学教授）
- 山中賢次 (プロ野球選手)

## 交通

### 空港
町内に空港はない。なお、最寄りの徳島空港へは国道438号・国道192号・国道11号・国道28号を経由して所要時間は約70分である。徳島空港と町内を直接結ぶ交通機関はない。

### 鉄道
町内に鉄道はない。1912年には佐古駅と神山町を結ぶ上徳電気軽便鉄道が計画されたが、実現には至らなかった。
最寄の鉄道駅はJR四国徳島線鴨島駅であるが、同駅と町を結ぶ公共交通機関はなく、また駅から町への道中で梨ノ木峠を越えることになる。
徳島駅から路線バスが運行されている。バスでの所要時間は徳島駅から町中心部まで1時間前後（経路が複数あるため便により若干異なる）。一部の便は徳島線に並行して運行しており石井駅近くの石井中バス停に停車する。徳島駅から自動車を利用する場合は国道438号を経由して所要時間は約50分である。

### 路線バス
- 徳島バス - 徳島市と神山町を結ぶ路線バスを運行している。石井町を経由する路線や、佐那河内村を経由する路線がある。
  - 徳島駅 - 中央病院・大学病院 - 府中 - 石井中 - 北広野 - 阿川 - 寄井中 - 神山高校前
  - 徳島駅 - 中央病院・大学病院 - 延命 - 一の宮札所前 - 入田 - 広野 - オロノ - 神山温泉 - 寄井中 - 神山高校前
  - 徳島駅前 - 城南高校前 - 市原 - 大木南 - 西地 - 大宮神社前 - 佐那河内役場前 - オロノ - 神山温泉 - 寄井中 - 神山高校前

なお、町内で運行していた町営バスは2023年3月31日限りで全線廃止され、代替として、利用登録をした町民を対象に、タクシー運賃の85%を助成するサービス「まちのクルマLet's」を開始している。

### 道路

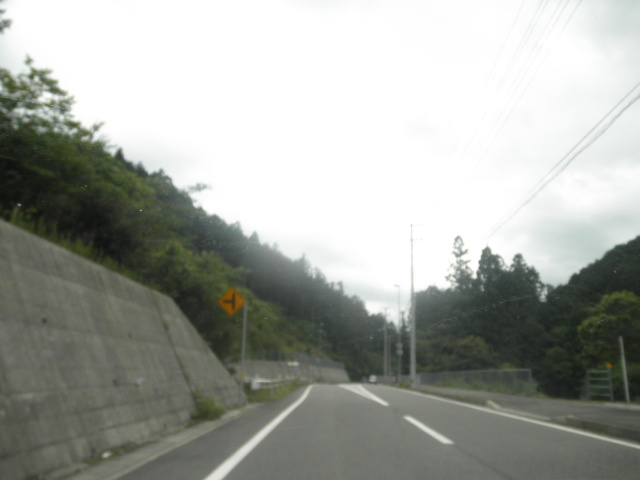
国道438号府能バイパス （神山町鬼籠野字東分）
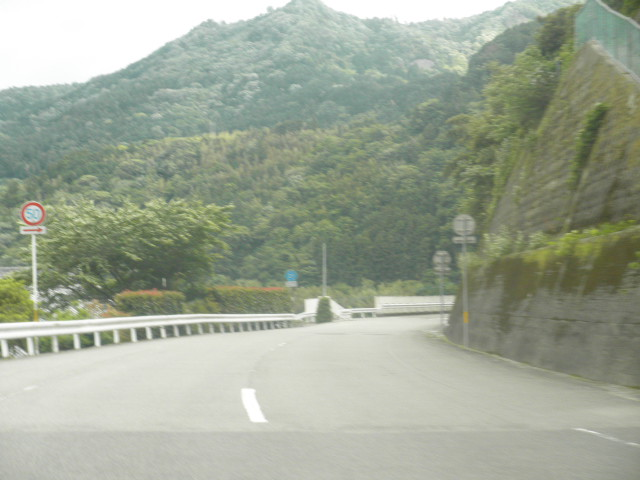
徳島県道21号神山鮎喰線 （神山町阿野字馬喰草）

- 一般国道
  - 国道193号
  - 国道438号
  - 国道439号
- 県道
  - 徳島県道20号石井神山線
  - 徳島県道21号神山鮎喰線
  - 徳島県道31号鴨島神山線
  - 徳島県道43号神山川島線
  - 徳島県道253号山川海南線

- 国道438号府能バイパス
（神山町鬼籠野字東分）
- 徳島県道21号神山鮎喰線
（神山町阿野字馬喰草）

## 地域

### 地区名一覧
- 阿野（あの） - 支所は広野支所
- 鬼籠野（おろの）
- 上分（かみぶん）
- 下分（しもぶん）
- 神領（じんりょう）

### 教育

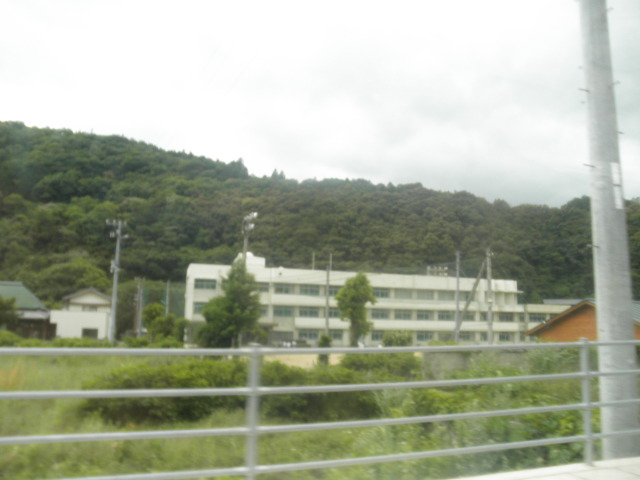
神山町立広野小学校

#### 高等専門学校
- 神山まるごと高等専門学校

#### 高等学校
- 徳島県立城西高等学校神山分校

#### 中学校
- 神山町立神山中学校

#### 小学校
- 神山町立広野小学校
- 神山町立神領小学校

### 郵便
集配を担当する郵便局は、今井・広野の2局である。このほか、町内には川又・神山・阿野・鬼籠野・寄井の各郵便局が置かれている。

### 消防
- 名西消防組合
  - 神山消防署